# Wolho-dong
Wolho-dong (koreanska: 월호동) är en stadsdel i staden Yeosu i provinsen Södra Jeolla, i den södra delen av Sydkorea, 320 km söder om huvudstaden Seoul. .